# Sean Mackie
Sean Mackie (* 4. November 1998 in Edinburgh) ist ein schottischer Fußballspieler, der beim FC Falkirk unter Vertrag steht.

## Karriere
Sean Mackie wurde im Jahr 1998 in der schottischen Hauptstadt Edinburgh geboren. Bis zum Jahr 2014 spielte Mackie in der Hafenstadt Kirkcaldy, für die Raith Rovers. Von 2014 bis 2015 war er in der Fife Elite Academy aktiv. Ein Jahr später spielte er wieder für die Rovers. Für den damaligen schottischen Zweitligisten gab er am 22. August sein Debüt gegen Alloa Athletic, als er für Craig Wighton eingewechselt wurde. Im Februar 2016 wechselte der 17-Jährige zu Hibernian Edinburgh. Für den Rest der Saison 2015/16 wurde Mackie an die Berwick Rangers aus der vierten schottischen Liga verliehen. Nach seiner Rückkehr zu den Hibs debütierte er im April 2017 für den Verein gegen die Raith Rovers in der Championship. Im Juli 2017 wurde Mackie für sechs Monate an Edinburgh City verliehen.